# Alpheus waltervadi
Alpheus waltervadi is een garnalensoort uit de familie van de Alpheidae. De wetenschappelijke naam van de soort is voor het eerst geldig gepubliceerd in 1969 door Kensley.